# پلی‌نوکلئوتید فسفوریلاز
پلی‌نوکلئوتید فسفوریلاز (به انگلیسی: Polynucleotide phosphorylase) به اختصار PNPase، یک آنزیم دو عملکردی با فعالیت اگزوریبونوکلئاز در پایانه '۳ تا '۵ فسفورولیتیک و فعالیت پلیمراز الیگونوکلئوتیدی در پایانه '۳ است. این آنزیم زنجیره RNA را که از پایانه ۳ شروع می‌شود و تا پایانه ۵ ادامه می‌یابد را از بین می‌برد. همچنین انتهای بلند و هتروپلیمری RNA را در داخل بدن سنتز می‌کند. این آنزیم همه فرآیندهای پلی‌آدنیلاسیون باقی‌مانده در سویه‌های اشریشیا کلی که آنزیم پلی‌آدنیلاسیون طبیعی را از دست داده‌اند را انجام می‌دهد. PNPase در سال ۱۹۵۵ توسط ماریان گرونبرگ-ماناگو که در آزمایشگاه سورو اوچوا کار می‌کرد کشف شد. در ابتدا تصور می‌شد فعالیت پلیمریزاسیون RNA که توسط PNPase انجام می‌گیرد، مسئول سنتز mRNA از روی DNA است، اما این تصور در اواخر دهه ۱۹۵۰ رد شد.
پلی‌نوکلئوتید فسفوریلاز در پیرایش mRNA و تجزیه آن در باکتری‌ها، گیاهان، و حیوانات نقش دارد.
در انسان، این آنزیم توسط ژن PNPT1 کدگذاری می‌شود. این پروتئین در شکل فعال خود ساختار حلقه‌ای و متشکل از سه مولکول PNPase را تشکیل می‌دهد. هر مولکول PNPase از دو دامنه ریبونوکلئاز پی‌اچ ، یک دامنه اتصال RNA S1 و یک دامنه K-هومولوگ تشکیل شده‌است. این پروتئین در باکتری‌ها و در کلروپلاست و میتوکندری برخی از سلول‌های یوکاریوتی وجود دارد. در یوکاریوت‌ها و آرکی‌ها، یک مجموعه مرتبط ساختاری و تکاملی وجود دارد که به آن کمپلکس اگزوزوم می‌گویند.
مخفف «PNPase» برای آنزیم دیگر که ارتباطی با این موجوعه‌های پروتئینی ندارد، پورین نوکلئوزید فسفوریلاز، نیز استفاده می‌شود.